# Criquebeuf-en-Caux
Criquebeuf-en-Caux é uma comuna francesa na região administrativa da Normandia, no departamento de Sena Marítimo. Estende-se por uma área de 2,09 km². Em 2010 a comuna tinha 407 habitantes (densidade: 194,7 hab./km²).